# Beverley Minster
Le Beverley Minster est une église située à Beverley, dans le Yorkshire de l'Est, en Angleterre. Il s'agit de l'une des plus grandes églises paroissiales d'Angleterre.
Elle est dédiée à l'évêque local Saint-Jean de Beverley (qui y est enterré) et à Saint-Martin.
Elle fait partie de la liste des monuments classés par l'English Heritage, au Grade I.